# Eduard Kokojti
Eduard Kokojti (oszétül Кокойты Джабейы фырт Эдуард, Chinvali, akkori Szovjetunió, mai Grúzia / Dél-Oszétia, 1964. október 31. –) oszét politikus, Dél-Oszétia második elnöke.
2001-ben 38 évesen választották elnökké. 2006-ban újraválasztották. Azóta elnöke, és hadi vezetője a Grúziától elszakadt Dél-Oszétiának. Miután a grúzok megpróbálták visszafoglalni Dél-Oszétiát 2008 augusztusában, Oroszország Dél-Oszétia védelmére sietett, a grúz hadsereget visszavonulásra kényszerítették. Oroszország 2008. augusztus 26-án elismerte Dél-Oszétia függetlenségét.

## Élete
Az 1964-ben született Kokojti a Szovjetunió birkózó csapatának volt tagja és bajnoka. 1989 előtt ő volt az első titkára a fiatal kommunisták ligájának, a Komsomol Chinvali ágának. 1992-ben Moszkvába költözött ahol üzletemberként élt 2001-ig amikor visszatért Dél-Oszétiába.
38 éves korában választották meg nagy többséggel a 2001. november-decemberi elnökválasztásokon. Az első fordulóban 2001. november 18-án a szavazatok 45%-át szerezte meg, Sztanyiszlav Kocsijev 24%-ot, és a hatalmon levő Ljudvig Csibirov pedig 21%-ot szerzett. A második fordulóban december 6-án 53%-kal nyert a 40%-ot szerző Kocsievvel szemben. Hivatalát december 18-án foglalta el.
Kokojti erősen ellenzi az újraegyesítést Grúziával, ugyanakkor jelezte hajlandóságát, hogy béketárgyalásokat kezdjenek azzal a feltétellel, hogy Dél-Oszétiát független államnak kezelik (mely előfeltételt a tbiliszi kormány elutasította). A 2004. júliusi feszült holtpont után kijelentette, hogy „Grúzia háborút akar, de mi készen állunk az önvédelemre.” A 2006-os dél-oszétiai elnökválasztások előtt úgy nyilatkozott, hogy a grúz-oszét konfliktus nem etnikumok közötti, hanem nyilvánvalóan politikai, melynek oka Grúzia azon szándéka, hogy az oszétokra kényszerítse a nyugati demokrácia normáit melyek nem lehetnek felsőbbrendűek a kaukázusi tradicionális törvényekkel szemben. Kokojti az EBESZt is kritizálta, több alkalommal elfogultsággal vádolva és a grúz titkosszolgálatokhoz hasonlónak minősítve működésüket.
2006. november 12-én újraválasztották. Ugyanezen a napon ellenzéke alternatív választásokat rendezett a lazán ellenőrzött szeparatista és a Grúzia által ellenőrzött területeken. Dmitrij Szanakojev, volt dél-oszét miniszterelnök akit Kokojti 2001-ben leváltott, lett megválasztva mint rivális elnök.

## Fordítás
- Ez a szócikk részben vagy egészben az Eduard Kokoity című angol Wikipédia-szócikk ezen változatának fordításán alapul.  Az eredeti cikk szerkesztőit annak laptörténete sorolja fel. Ez a jelzés csupán a megfogalmazás eredetét és a szerzői jogokat jelzi, nem szolgál a cikkben szereplő információk forrásmegjelöléseként.